# 우즈마사텐진가와역
우즈마사텐진가와역(일본어: 太秦天神川駅, うずまさてんじんがわえき)은 일본 교토부 교토시 우쿄구에 있는 교토 시영 지하철 도자이 선의 역이다.

## 역 구조
지하 1층에 콩코스, 지하 3층에 승강장이 위치하고 스크린도어가 설치되어 있다. 지상 출입구는 4군데 있으며, 엘리베이터 및 계단이 있다. 개찰구는 콩코스 서쪽에 있고, 3번 출입구로 가는 에스컬레이터와 계단의 정면에 있다. 매표기는 개찰구를 향해 좌측에 설치되어 있다. 화장실은 개찰 내 콩코스의 동단에 있는 남녀별 휠체어 대응이 되는 것이다.
도자이 선 열차보다 편성이 짧은, 게이한 게이쓰 선에 직통하는 하마오쓰 행 열차는 다른 역과 다른 승강장 서쪽에 정차한다. 개찰구 앞에는 버스 로케이션 시스템이 있으며 노선 버스의 현재 지역의 기준으로 표시된다.
다른 시설로는, 교토 은행의 ATM이 설치되어 있다.

### 승강장
| 1・2 | ○ 도자이 선 | 가라스마오이케・야마시나・로쿠지조・하마오쓰 방면 |

## 역 주변
당역 설치에 맞춘 사업으로 우쿄 구의 새로운 거점이 되는 시가지 재개발 시설로서 행정동과 분양 아파트로 구성된다. "산사 우쿄"가 역 지상부에 건설되면서 교토 시 교통국 본청사 및 우쿄 구청 복지 사무소와 보건소 등이 이전 입주했다. 또, 지하의 자전거 등 주차장은 2008년 3월 1일부터 공용을 개시했고 교토 시 우쿄 중앙 도서관은 그 해 6월 30일에 개관하였다.
- 산사 우쿄
  - 교토 시 교통국
  - 우쿄 구 종합청사
    - 우쿄 구청
    - 우쿄 복지 사무소
    - 우쿄 중앙 도서관
    - 우쿄 지역 체육관
- 교토 외국어 대학
- 게이후쿠 전기 철도 아라시야마 본선 란덴텐진가와 역
- 서일본 여객철도(JR 서일본) 산인 본선 하나조노역
- 다이닛폰 인쇄 교토 공장
- 미쓰비시 자동차 공업 교토 공장
- 텐진가와

## 역사
- 2008년 1월 16일: 니조 ~ 당역까지 연장 개통에 따라 종착역으로 개업.
  - 개업 시에는 일부 지상과 콩코스 층을 잇는 계단이 공용이었던 것 외에 지상 버스 터미널도 아직 공용이며, 노선 버스는 일부를 제외하고 산조 도리와 텐진가와 도리 등에 있는 잠정적인 버스 정류장에 정차했으나 같은 해 3월 하순에 지상 버스 터미널의 일부 공용을 개시했다.